# Cleves, Ohio
Cleves là một làng thuộc quận Hamilton, tiểu bang Ohio, Hoa Kỳ. Năm 2010, dân số của làng này là 3234 người.

## Dân số
- Dân số năm 2000: 2790 người.
- Dân số năm 2010: 3234 người.